# Полтава (поэма)
«Полта́ва» — поэма А. С. Пушкина, написанная в 1828 году. Название поэмы указывает на Полтавскую битву, состоявшуюся 27 июня 1709 года. В работе над поэмой Пушкин обращался к историческим источникам, а также к молдавским преданиям, народным украинским песням и думам. При чтении поэмы чувствуется влияние народных песен, сказочных мотивов на её содержание и характер изображения её персонажей.
Поэма посвящена Марии Волконской, дочери генерала Раевского, героя войны 1812 года, которая последовала за своим мужем-декабристом в сибирскую ссылку. Вышла в свет отдельным изданием в конце марта 1829 года.
Первоначальное название поэмы — «Мазепа»; лишь в последний момент Пушкин изменил его на «Полтава» (согласно дневнику А. Н. Вульфа, «по частным причинам»; сам Пушкин причиной изменения названия назвал эпиграф поэмы и нежелание прослыть эпигоном Байрона, у которого было произведение с аналогичным названием).

## Действующие лица
- Мазепа, Иван Степанович — гетман Войска Запорожского
- Кочубей, Василий Леонтьевич — генеральный судья Войска Запорожского
- Любовь — жена Кочубея
- Мария Кочубей — их дочь (прототипом явилась дочь В. Л. Кочубея Матрёна)
- Пётр Великий — русский царь
- Карл XII — шведский король
- Орлик, Филипп Степанович
- Искра, Иван Иванович — полковник Запорожского войска, соратник и товарищ Кочубея

## Сюжет
Действие происходит на Украине (в составе Русского царства) в городе Полтаве в 1709 году, в период Северной войны; описывается грядущая Полтавская баталия между войсками Петра Великого и Карла XII. Поэма состоит из трёх песен.
В первой песне повествуется о Марии, дочери генерального судьи Кочубея и крестнице украинского гетмана Мазепы, ставшей, согласно сюжету, любовницей гетмана. Упоминаются также события Великой Северной войны.
Во второй песне рассказывается о том, как Кочубей сообщил Петру о будущем предательстве Мазепы, чему Петр отказался верить, и о последовавшей казни Кочубея, которую Мария не предотвратила. За исключением роли Марии, данная часть сюжета основана на исторических фактах.
В третьей песне идёт описание измены Мазепы и перехода на сторону Швеции, собственно Полтавской баталии и дальнейшей судьбы героев.

## Анализ произведения

### Тенденциозность изображения Мазепы
Давно замыслили мы дело;

Теперь оно кипит у нас.

Благое время нам приспело;

Борьбы великой близок час.

Без милой вольности и славы

Склоняли долго мы главы

Под покровительством Варшавы,

Под самовластием Москвы.

Но независимой державой

Украйне быть уже пора:

И знамя вольности кровавой

Я подымаю на Петра.
В отличие от западноевропейских романтиков, изображавших Мазепу молодым, влюблённым в жизнь и свою государственную деятельность, русские писатели в большинстве своем подавали его как старого и немощного мужа, в частности, такой образ Мазепы создает Пушкин в поэме «Полтава».
Для своей поэмы Пушкин использовал слова из поэмы Байрона как эпиграф. Это не случайно, ведь толчком к написанию поэмы «Полтава» стало недовольство Пушкина тем, что Джордж Байрон в своей поэме «Мазепа» (1819) изобразил украинского гетмана отважным и благородным героем, а не злодеем и проходимцем, каким его видел Пушкин. Пушкин отозвался критически на байроновского «Мазепу»:

Байрон знал Мазепу только по вольтеровой «Истории Карла XII». Он поражен был только картиной человека, привязанного к дикой лошади, мчащейся по степи. Картина обычно поэтическая, […] но не ищите здесь ни Мазепы, ни Карла, ни этого мрачного, ненавистного, страдальческого лица, которое появляется во всех почти произведениях Байрона, но которого […] в Мазепе как раз и нет.

Как ответ байроновской поэме Пушкин написал собственную поэму «Полтава», где образ Мазепы изображается нескрываемо негативно и гетман предстает романтическим «злодеем». Известно, что в отличие от Байрона, который как исторический первоисточник использовал «Историю Карла XII», при написании «Полтавы» Пушкин использовал книгу «История Русов» и впоследствии посвятил её вероятному автору статью в своем журнале «Современник». Несмотря на попытки Пушкина держаться исторической достоверности, в конечном итоге события, связанные с украинской историей, были описаны им искажённо, а его описание Мазепы имело негативную окраску.. Поэмой «Полтава», которую высоко оценил российский император Николай I, Пушкин продемонстрировал свою абсолютную преданность официальной российской имперской идеологии.
Согласно «Энциклопедии украиноведения», основной задачей поэмы «Полтавы» было доказать «историческую закономерность» уничтожения украинской государственности и «историческую неизбежность» поглощения Украины Россией. Однобоко воспето величие Петра, а фигура Мазепы очернена: Мазепа у Пушкина «коварный», «лютый», «хитрый», «холодный», «губитель», «лукавый», «змей», у него «чёрные помыслы», он носит в груди «кипящий яд». Характерным признаком психологического портрета Мазепы, нарисованного Пушкиным, является «преступность» как человека и ненадёжность и авантюрность — как государственного деятеля.

## Исполнение
Художественное чтение
- 1934 — Антон Шварц. Хрестоматийный[10] отрывок «Полтавский бой» слушать Архивная копия от 20 июня 2011 на Wayback Machine
- 1948 — Василий Качалов[11]
- 1960 — Всеволод Аксенов[11]
- 1989 — Сергей Шакуров слушать Архивная копия от 11 февраля 2022 на Wayback Machine

Радиоспектакли
- 1947 — Действующие лица и исполнители: Ведущий — Михаил Лебедев; Мазепа — Борис Оленин; Мария — Елена Коровина; Кочубей — Борис Нечаев; Мать Марии — Евдокия Турчанинова; Орлик — Григорий Кириллов. Композитор Виссарион Шебалин[11].
- 1953 — Действующие лица и исполнители: Ведущий — Рубен Симонов; Мазепа — Михаил Астангов; Мать — Елизавета Алексеева; Мария — Елена Коровина; Кочубей — Андрей Абрикосов; Орлик — Владимир Осенев[11].
- 1975 — Страницы поэмы читают Константин Вахтеров и Наталья Литвинова. Редактор Мириам Ашкинезер[11].
- 1981 — Действующие лица и исполнители: Ведущий — Алексей Консовский; Кочубей — Владимир Самойлов; Мазепа — Леонид Марков; Мария — Ирина Акулова; Мать — Нина Архипова; Орлик — Агрий Аугшкап. Режиссёр Вера Дубовская[12]. Редактор Татьяна Абрамова. слушать Архивная копия от 16 мая 2013 на Wayback Machine
- 1987 — Авторский текст читает Кирилл Лавров. Режиссёр Евгений Агафонов. слушать Архивная копия от 27 июня 2012 на Wayback Machine

Художественные фильмы
- 1909 — Мазепа — немой художественный короткометражный фильм по мотивам поэмы А. С. Пушкина «Полтава» и либретто оперы «Мазепа». Режиссёр Василий Гончаров. Киноателье А. А. Ханжонкова
- 1996 — Мазепа (ТВ) (Германия). Режиссёр Брайан Лардж[англ.].